# Queratodermia palmoplantar
Las queratodermias palmoplantares son un grupo heterogéneo de trastornos caracterizados por engrosamiento anormal de las palmas y plantas.
Se han descrito formas autosómica recesiva y dominante, ligados al sexo y adquiridas.: 505 : 211 

## Patrones clínicos
Clínicamente se pueden identificar tres patrones distintos de queratodermia palmoplantar: difusa, focal y punctata.: 505 

### Difusa
La queratodermia palmoplantar difusa es un tipo de queratodermia palmoplantar que está caracterizada por una, incluso gruesa, hiperqueratosis simétrica sobre el conjunto de la palma y la planta del pie, generalmente evidente en el nacimiento o en los primeros meses de vida.: 505   Reafirmando, la queratodermia palmoplantar difusa es un desorden autosómico dominante en el cual la hiperqueratosis se limita a las palmas y plantas. Los dos tipos principales pueden tener una apariencia clínica similar:
- La Queratodermia palmoplantar difusa epidermolítica (también conocida como "Queratodermia palmoplantar epidermolítica de Vörner", y "Queratodermia de Vörner"[4]) es uno de los patrones más comunes de queratodermia palmoplantar, una condición autosómica dominante que se presenta dentro de los primeros meses de vida, caracterizado por un bien delimitado, engrosamiento simétrico de palmas y plantas, a menudo con una "sucia" apariencia de piel de serpiente, debido a la epidermólisis subyacente.[1]: 506

- La Queratodermia palmoplantar difusa no epidermolítica (También conocida como "Queratodermia ortohiperqueratótica difusa", "Queratodermia palmoplantar hereditaria", "tilosis," "enfermedad de Unna-Thost", y "Queratodermia de Unna-Thost"[4]) se hereda como un trastorno autosómico dominante y está presente desde la infancia, se caracteriza por una bien delimitada, simétrica, a menudo "cerosa" queratodermia que involucra la totalidad de las palmas y las plantas.[1]: 506–8 [2]: 213

### Focal
La queratodermia palmoplantar focal, un tipo de queratodermia palmoplantar en la que grandes masas compactas de queratina, desarrolladas en los sitios de fricción recurrente, principalmente en los pies, aunque también en las palmas y otros sitios, un patrón de callos que puede ser discoide (numular) o lineal.
- La Queratodermia palmoplantar focal con hiperqueratosis de la mucosa bucal (también conocida como "queratodermia palmoplantar focal epidermolítica,"[4] "Callosidades dolorosas hereditarias,"[4][5] "síndrome de callosidad dolorosa hereditaria,"[1] "queratosis folicular,"[1] "queratosis palmoplantar numular",[1] y "queratodermia palmoplantar epidermolítica numular"[4]) es una queratodermia autosómica dominante que representa un síndrome de superposición clínica con el tipo paquioniquia congénita I, pero sin la participación clásica de uñas.[1]: 510

### Punctata
La queratodermia palmoplantar punctata es una forma de queratodermia palmoplantar en la cual muchas queratosis pequeñas "gotas de agua" involucran a la superficie palmoplantar, lesiones cutáneas que pueden involucrar a la totalidad de la superficie palmoplantar, o que puede ser más restringida en su distribución.: 505 
- Tipo 1:La Queratosis punctata de palmas y pies (también conocida como "Queratodermia punctata hereditaria autosómica dominante asociada con la malignidad," "enfermedad de Buschke–Fischer–Brauer," "enfermedad de Davis Colley," "Queratodermia diseminada de plantas y palmas," "queratosis papulosa," "queratodermia punctata," "queratoma disipado hereditario de palmas y plantas," "semillas de dermatosis de plantas y palmas," "Queratosis palmares," "acroqueratodermia papulo-translúcida," "queratodermia punctata," "queratosis punctata de palmas y plantas," y "maculosa diseminada") es un trastorno de la piel, una queratodermia palmoplantar autosómica dominante con penetrancia genética, caracterizada clínicamente por múltiples, pequeñas, queratosis punctatas sobre todas las superficies palmoplantares, comenzando por el borde lateral de los dígitos.[1]: 509 [2]: 212–213 [6]
- Tipo 2: La Queratodermia espinosa (también conocida como "poroqueratosis punctata de palmas y plantas" y "queratodermia punctata") es una queratodermia autosómica dominante de aparición tardía que se desarrolla en pacientes de 12 a 50, caracterizado por múltiples pequeños tapones queratósicos, imitando las espinas en una caja de música, que involucra la totalidad de las superficies palmoplantares.[1]: 509 [4]
- Tipo 3: Hiperqueratosis acral focal (también conocida como "liquenoides acroqueratoelastoidosis," y "placas de colágeno degenerativas de la mano") es una queratodermia de inicio tardío, heredada como una condición autosómica dominante, caracterizada por pápulas crateriformes ovales o poligonales en desarrollo a lo largo de la frontera de las manos, los pies y las muñecas.[1]: 509  Se considera similar a la costa acroqueratoelastoidosis.[7]

### No clasificadas
- La queratodermia palmoplantar y la paraplejía espástica (también conocida como "enfermedad de Charcot-Marie-Tooth, con queratodermia palmoplantar y distrofia ungueal"[1]) es una enfermedad autosómica dominante o condición dominante ligada al cromosoma X que comienza en la primera infancia con queratodermia gruesa focal sobre las plantas y, en menor medida, las palmas.[1]: 513

- La queratodermia palmoplantar de Sybert (también conocida como also known as "queratodermia palmoplantar de Greither,"[1] "síndrome de Greither,"[4] "queratosis extrema hereditaria progresiva,"[1] "queratosis palmoplantar transgresiva y progesiva"[1] "queratodermia de Sybert,"[4] y "queratodermia palmoplantar transgresiva y progresiva"[4]) es una enfermedad rara autosómica dominante[8] la queratodermia (un trastorno de piel que involucra crecimientos como cuernos) con afectación grave de toda la superficie simétrica palmoplantar en una distribución de guantes y medias.[1]: 509  Se caracterizó por Aloys Greither en 1952.[9][10][11] Se caracterizó por Virginia Sybert en 1988.[12]

- Queratodermia palmoplantar estriada (también conocida como "queratodermia acral,"[1] "queratodermia palmoplantar del tipo Brünauer-Fuhs-Siemens,"[1] "queratodermia palmoplantar no epidermolítica focal,"[4] "queratosis palmoplantar varians,"[1] "queratodermia palmoplantar  areata,"[4] "queratodermia palmoplantar estriada,"[4] "queratodermia de Wachter,"[4]: 778, 785  y "queratodermia palmoplantar de Wachter"[1]) es una condición cutánea, una queratodermia autosómica dominante que envuelve principalmente las plantas con inicio en la infancia o en los primeros años de vida.[1]: 509 
  - Type 1: 148700: DSG1
  - Type 2: 612908: DSP
  - Type 3: 607654: KRT1

- El síndrome de Carvajal (también conocido como "queratodermia palmoplantar estriada con el pelo lanudo y cardiomiopatía"[4] y "queratodermia palmoplantar estriada con el pelo lanudo y miocardiopatía dilatada del ventrículo izquierdo,"[1]) es una enfermedad cutánea hereditaria de forma autosómica recesiva, y debido a un defecto en desmoplaquina.[4]: 811  La queratodermia palmoplantar estriada, pelo lanoso y cardiomiopatía dilatada del ventrículo izquierdo ha sido descrita en sus dos formas autosómica dominante y autosómica recesiva, pero solo su forma recesiva tiene una asociación clara con cardiomiopatía dilatada.[1]: 513  La enfermedad cutánea presenta una queratodermia palmoplantar estriada con alguna participación no polar, particularmente en los sitios de presión o abrasión.[1]: 513

- El síndrome escleroatrófico de Huriez (también conocido como "Síndrome de Huriez", "Queratodermia palmoplantar con escleroatrofia",[4] "Queratodermia palmoplantar con esclerodactilia", "Dermatosis escleroatrófica y queratótica de las extremidades", y "esclerotilosis") es una queratodermia autosómica dominante con esclerodactilia presente en el nacimiento con una queratodermia simétrica difusa de las palmas y plantas.[1]: 513 [2]: 576 [13] Ésta fue caracterizada en el 1968.[14]

- El Síndrome de Vohwinkel (también conocido como "queratodermia hereditaria mutilans",[4] "queratoma mutilans hereditario",[4] "queratodermia mutilante de Vohwinkel",[2]: 213  "Queratodermia palmoplantar mutilante"[4]) es una queratodermia autosómica dominante difusa con inicio desde la infancia temprana, caracterizada por una queratodermia en forma de panal que involucra la participación de las superficies palmoplantares.[1]: 512  La pérdida de audición neurosensorial leve a moderada se le asocia a menudo.[1] Ha sido asociado con el gen GJB2.[15] Fue caracterizada en 1929.[16]

- El Síndrome de Olmsted (también conocido como "queratodermia palmoplantar mutilante con placas queratóticas periorificiales", "queratodermia palmoplantar mutilante con placas periorificiales"[4] and "Polykeratosis of Touraine") es una queratodermia de las palmas y plantas, con deformidades en la flexión de los dígitos, que comienza en la infancia.[1]: 510 [2]: 214 [4] El tratamiento con retinoides se ha descrito.[17]

- La queratodermia acuagénica, también conocida como queratodermia palmoplantar acuagénica adquirida,[4]: 788 acroqueratodermia papulo-translúcida reactiva siríngea,[4] acroqueratodermia siríngea acuagénica,[4] y arrugas acuagénicas de las palmas,[2] es una condición de la piel caracterizada por el desarrollos de pápulas blancas en las palmas después de exponerse al agua.[2]: 215  La condición causa irritación de las palmas cuando entran en contacto con ciertos materiales después de estas mojado, por ejemplo, papel, ropa. Se ha sugerido una asociación con la fibrosis quística.[18]

## Genética
La queratodermia palmoplantar epidermolítica ha sido asociada con la queratina 9 y la queratina 16.
La queratodermia palmoplantar no epidermolítica ha sido asociada con la queratina 1 y la queratina 16.